# 薩斯特雷 (聖大非省)
薩斯特雷（西班牙語：Sastre），是阿根廷的城鎮，位於該國東北部聖大非省，是聖馬丁縣的首府，始建於1886年，面積289平方公里，海拔高度96米，2010年人口5,717，人口密度每平方公里0.02人。